# Jawor
Jawor é um município da Polônia, na voivodia da Baixa Silésia e no condado de Jawor. Estende-se por uma área de 18,80 km², com 23 356 habitantes, segundo os censos de 2017, com uma densidade 1242,3 hab/km².